# São Paulo Challenger 3 1988
Il São Paulo Challenger 3 1988 è stato un torneo di tennis facente parte della categoria ATP Challenger Series nell'ambito dell'ATP Challenger Series 1988. Il torneo si è giocato a San Paolo in Brasile dal 28 novembre al 4 dicembre 1988 su campi in cemento.

## Vincitori

### Singolare
Cássio Motta ha battuto in finale  Guillermo Rivas con il punteggio di 6–2, 6–2

### Doppio
Givaldo Barbosa /  Ricardo Camargo hanno battuto in finale  Pablo Albano /  César Kist con il punteggio di 6–7, 7–6, 6–4